# Les Trois Roses jaunes
Les Trois Roses jaunes (titre original : Where I'm Calling From: New and Selected Stories) est un recueil de nouvelles de Raymond Carver, paru en 1988 aux États-Unis, traduit en français par François Lasquin et publié en 1989. Il s'agit du dernier livre publié du vivant de l'auteur.

## Contenu
- Cartons : un fils, remarié, installé avec sa nouvelle épouse, tente de comprendre pourquoi sa mère, une retraitée modeste, est incapable d'habiter à un endroit, pourquoi elle ressent toujours le besoin de déménager, et qu'elle n'est finalement jamais satisfaite de l'endroit où elle est. Les deux générations n'arrivent pas à se comprendre.
- Débranchés : au cours de la nuit, le téléphone sonne chez un couple de quadragénaires, les réveillant en sursaut. Une inconnue s'est trompée de numéro et souhaite parler à quelqu'un qui n'habite pas là. L'homme débranche alors la ligne pour être tranquille. Néanmoins cette interruption dans leur sommeil fait naître entre lui et sa femme une conversation sur leur vie, et ses questions existentielles, sur fond de fumée de cigarette.
- Intimité : un auteur divorcé retourne voir son ex-femme au détour d'une obligation professionnelle, celle-ci lui fait un monologue de reproches sur l'exposition de son intimité, son humiliation, son exposition par sa faute, ne s'expliquant pas le besoin qu'il avait de revenir la torturer.
- Menudo : un homme trompe sa femme Vicky, avec sa voisine Amanda. À la suite de cet adultère, Amanda est menacée par son mari, mais l'amant ne trouve aucune solution, ne sait pas quoi faire et laisse entrevoir une totale lâcheté face aux événements. Il finit par se demander s'il n'a pas tout simplement gâché la vie de ces deux femmes.
- L'Éléphant : un homme, de classe moyenne, se retrouve à prêter de l'argent à toute sa famille, de sa mère, à son frère, en passant par son ex femme, à sa fille. Il donne tant d'argent à toutes ces personnes, qu'il finit par avoir du mal à subvenir à ses propres besoins.
- Le Bout des doigts : un homme essaie de comprendre pourquoi sa femme l'a quitté en lui laissant pour tout explication qu'un lettre énigmatique, qu'il a par la suite égarée.
- Les Trois Roses jaunes : Tchekhov est sur son lit de mort. Tchekhov est mort. Mais ce chasseur d'hôtel s'en fiche pas mal, lui, ce qui lui importe, c'est comment faire pour ramasser ce bouchon de champagne tombé par terre, sans renverser le vase qu'il tient, sans comprendre vraiment tout ce que lui dit la veuve de l'auteur.

## Style
On retrouve dans ce recueil l'écriture minimaliste de Carver. En effet, par le biais de phrases très courtes, et d'un vocabulaire très simple, il retranscrit le pathétique et la pauvreté de langage des personnages qu'il décrit au fil de ses nouvelles. En cela cette œuvre est représentative du « dirty realism » dont Raymond Carver est l'une des figures. 

## Historique éditorial
Le recueil est d'abord publié en 1989 aux éditions Payot. 
Il bénéficiera d'une publication au format poche chez Gallimard dans la collection Folio en 1990.
Depuis 2011, il est publié aux éditions de l'Olivier dans le cadre de la publication des œuvres intégrales de l'auteur. Les Trois Roses jaunes sont le cinquième tome des œuvres de Raymond Carver.